# Microparacaryum bungei
Microparacaryum bungei är en strävbladig växtart som först beskrevs av Pierre Edmond Boissier, och fick sitt nu gällande namn av Khat. Microparacaryum bungei ingår i släktet Microparacaryum och familjen strävbladiga växter. Inga underarter finns listade i Catalogue of Life.